# Neosatyrus ambiorix
Neosatyrus ambiorix is een vlinder uit de onderfamilie Satyrinae van de familie Nymphalidae. De wetenschappelijke naam van de soort is voor het eerst geldig gepubliceerd in 1860 door Hans Daniel Johan Wallengren.